# Центральная Усадьба совхоза Маяк
Центральная Усадьба совхоза Маяк — населённый пункт Иссинского района Пензенской области, входит в состав Булычевского сельсовета.

## География
Расположен в 3 км на юг от центра сельсовета села Булычево и в 12 км на восток от районного центра посёлка Исса, остановочный пункт 33 км на железнодорожной линии Пенза — Рузаевка.

## История
Основан между 1930 и 1933 гг. как поселок совхоза «Маяк» в системе Пензенского свинотреста. Входил в состав Кисловского сельсовета Иссинского района Средневолжского края (с 1939 года — в составе Пензенской области). В 1933 г. – 5 тыс. га, в том числе посева – 3 тыс. га, 115 рабочих лошадей, 247 голов КРС, в т.ч. коров – 125; свиней – 2739 (свиноматок старше 9 мес. – 372), 12 тракторов СТЗ, 153 постоянных рабочих. В 1939 г. – свиносовхоз «Маяк» Наркомата сельского хозяйства РСФСР, 257 рабочих и специалистов, 30 тракторов, 6 комбайнов, 3 грузовых автомашины, 245 голов КРС, 2410 свиней, земельный фонд 4697 га. В 1955 г. — в составе Кисловского сельсовета с центром в с. Булычево, позднее — в составе Булычевского сельсовета.

## Население
| 1939 | 1959 | 1979 | 1989 | 1996 | 2002 | 2010 |
| ---- | ---- | ---- | ---- | ---- | ---- | ---- |
| 500  | ↗581 | ↘468 | ↗579 | ↗592 | ↘515 | ↘478 |